# Brachys scapulosus
Brachys scapulosus es una especie de escarabajo barrenador metálico del género Brachys, categorizada en la tribu Trachyini, de la subfamilia Agrilinae.

## Taxonomía
Fue descrita científicamente por Chevrolat en 1838.
Tratamiento taxonómico
La especie aparece registrada y publicada en Centurie de Buprestides. Revue Entomologique 5(1837):41-110. (1838).